# Papworth St Agnes
Papworth St Agnes – wieś w Anglii, w hrabstwie Cambridgeshire, w dystrykcie South Cambridgeshire. Leży 20 km na zachód od miasta Cambridge i 84 km na północ od Londynu.